# Obert dels Països Baixos
L'Obert dels Països Baixos, també anomenat Torneig d'Amersfoort, és el torneig de tennis més important que es disputa als Països Baixos dins del calendari de l'ATP. Es juga sobre terra batuda des de la temporada 1995, tot i que abans del 2002 la competició tenia lloc a Amsterdam. Aquest torneig va substituir al calendari de l'ATP al mític torneig de Hilversum, que es disputava des de la temporada 1974.

## Palmarès

### Individuals masculins
| Amersfoort | Amersfoort               | Amersfoort             | Amersfoort           |
| Any        | Campió                   | Finalista              | Resultat             |
| ---------- | ------------------------ | ---------------------- | -------------------- |
| 2008       | Albert Montañés          | Steve Darcis           | 1-6, 7-5, 6-3        |
| 2007       | Steve Darcis             | Werner Eschauer        | 6-1, 7-6(1)          |
| 2006       | Novak Đoković            | Nicolás Massú          | 7-6(5), 6-4          |
| 2005       | Fernando González        | Agustín Calleri        | 7-5, 6-3             |
| 2004       | Martin Verkerk           | Fernando González      | 7-6(5), 4-6, 6-4     |
| 2003       | Nicolás Massú            | Raemon Sluiter         | 6-4, 7-6(3), 6-2     |
| 2002       | Juan Ignacio Chela       | Albert Costa           | 6-1, 7-6(4)          |
| Amsterdam  |                          |                        |                      |
| Any        | Campió                   | Finalista              | Resultat             |
| 2001       | Alex Corretja            | Younes El Aynaoui      | 6-3 5-7 7-60 3-6 6-4 |
| 2000       | Magnus Gustafsson        | Raemon Sluiter         | 6-74 6-3 7-6⁵ 6-1    |
| 1999       | Younes El Aynaoui        | Mariano Zabaleta       | 6-0 6-3              |
| 1998       | Magnus Norman            | Richard Fromberg       | 6-3 6-3 2-6 6-4      |
| 1997       | Slava Dosedel            | Carles Moyà            | 7-64 7-6⁵ 6-74 6-2   |
| 1996       | Francisco Clavet         | Younes El Aynaoui      | 7-5 6-1 6-1          |
| 1995       | Marcelo Ríos             | Jan Siemerink          | 6-4 7-5 6-4          |
| Hilversum  |                          |                        |                      |
| Any        | Campió                   | Finalista              | Resultat             |
| 1994       | Karel Nováček            | Richard Fromberg       | 7-5 6-4 7-67         |
| 1993       | Carles Costa i Masferrer | Magnus Gustafsson      | 6-1 6-2 6-3          |
| 1992       | Karel Nováček            | Jordi Arrese           | 6-2 6-3 2-6 7-5      |
| 1991       | Magnus Gustafsson        | Jordi Arrese           | 5-7 7-6² 2-6 6-1 6-0 |
| 1990       | Francisco Clavet         | Eduardo Masso          | 3-6 6-4 6-2 6-0      |
| 1989       | Karel Nováček            | Emilio Sánchez Vicario | 6-2 6-4              |
| 1988       | Emilio Sánchez Vicario   | Guillermo Pérez-Roldán | 6-3 6-1 3-6 6-3      |
| 1987       | Miloslav Mečíř           | Guillermo Pérez-Roldán | 6-4 1-6 6-3 6-2      |
| 1986       | Thomas Muster            | Jakob Hlasek           | 6-1 6-3 6-3          |
| 1985       | Ricki Osterthun          | Kent Carlsson          | 4-6 4-6 6-2 6-4 6-3  |
| 1984       | Anders Jarryd            | Tomáš Šmíd             | 6-3 6-3 2-6 6-2      |
| 1983       | Tomáš Šmíd               | Balázs Taróczy         | 6-4 6-4              |
| 1982       | Balázs Taróczy           | Buster Mottram         | 7-6 6-7 6-3 7-6      |
| 1981       | Balázs Taróczy           | Heinz Gunthardt        | 6-3 6-7 6-4          |
| 1980       | Balázs Taróczy           | Haroon Ismail          | 6-3 6-2 6-1          |
| 1979       | Balázs Taróczy           | Tomáš Šmíd             | 6-2 6-2 6-1          |
| 1978       | Balázs Taróczy           | Tom Okker              | 2-6 6-1 6-2 6-4      |
| 1977       | Patrick Proisy           | Lito Alvarez           | 6-0 6-2 6-0          |
| 1976       | Balázs Taróczy           | Ricado Cano            | 6-4 6-0 6-1          |

### Dobles masculins
- 1995: Marcelo Ríos / Sjeng Schalken
- 1996: Donald Johnson / Francisco Montana
- 1997: Paul Kilderry / Nicolás Lapentti
- 1998: Jacco Eltingh / Paul Haarhuis
- 1999: Paul Haarhuis / Sjeng Schalken
- 2000: Andrés Schneiter / Sergio Roitman
- 2001: Paul Haarhuis / Sjeng Schalken
- 2002: Jeff Coetzee / Chris Haggard
- 2003: Devin Bowen / Ashley Fisher
- 2004: Jaroslav Levinsky / David Skoch
- 2005: Martín Alberto García / Luis Horna
- 2006: Alberto Martín / Fernando Vicente
- 2007: Juan Pablo Brzezicki / Juan Pablo Guzmán